# Air Europa
Ne doit pas être confondu avec la compagnie aérienne britannique Air Europe (Royaume-Uni) ou avec la compagnie aérienne italienne Air Europe
Pour les articles homonymes, voir AEA et Air (homonymie).
Air Europa (code AITA : UX ; code OACI : AEA) est une compagnie aérienne espagnole, fondée en 1986. Précédemment appelée Air España, ce fut la première compagnie espagnole privée à effectuer des vols réguliers.

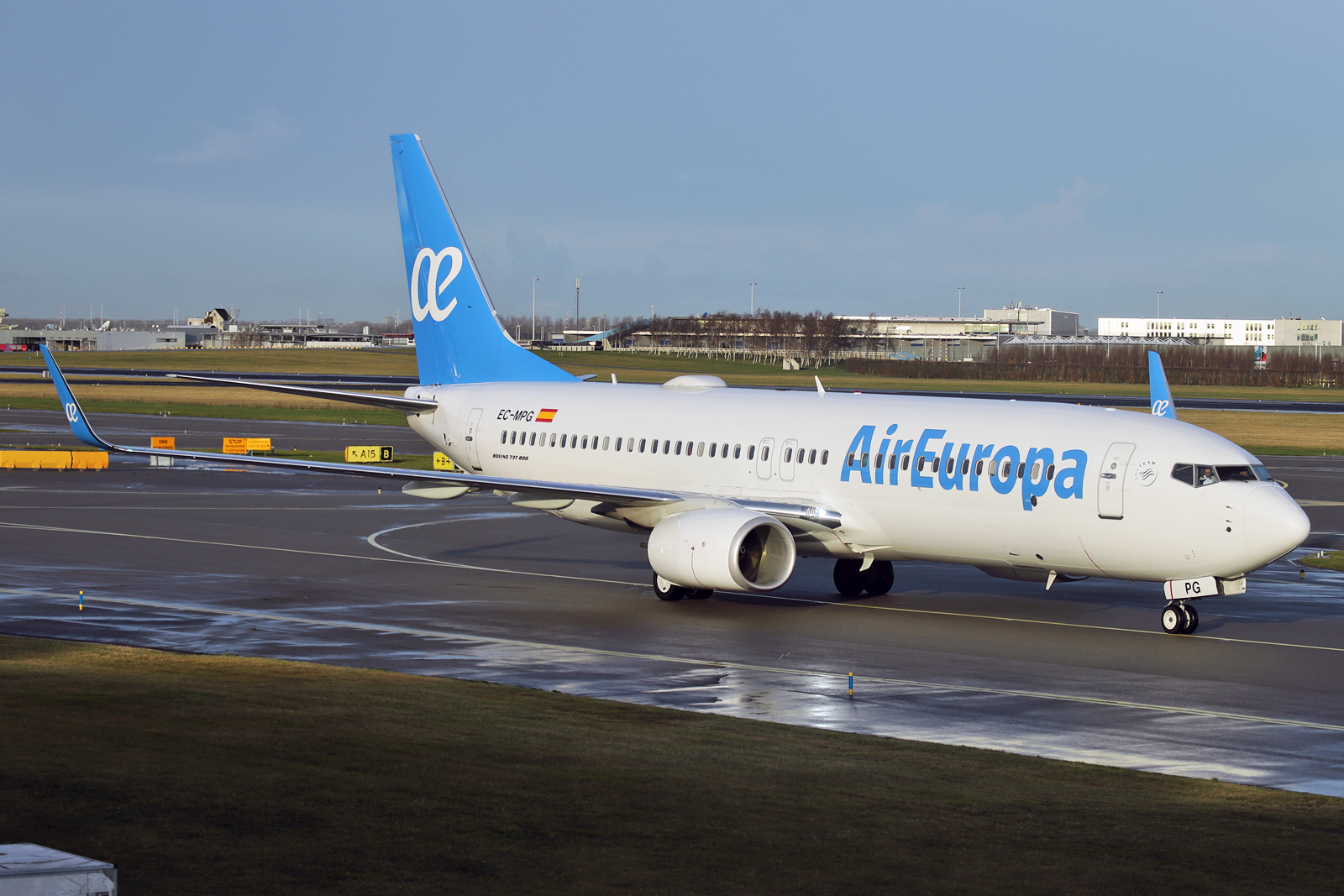
Boeing 737-800 d'Air Europa

## Histoire
Air Europa Líneas Aéreas est créée en 1986. A ses débuts, la compagnie est détenue à 75% par des banques espagnoles et est membre du British ILG-Air Europe Group (qui exploite la compagnie Air Europe). Air Europa a sensiblement la même livrée que celle d'Air Europe. La compagnie effectue des vols charter entre les villes européennes et les stations balnéaires méditerranéennes avec des Boeing 737-300 et des Boeing 757. Elle est, en plus de son activité principale charter, la première compagnie privée espagnole à assurer des vols réguliers nationaux.
En 1991, la maison mère d'Air Europa cesse ses activités, la compagnie aérienne espagnole continue ses vols avec une flotte grandissante de Boeing 737 et 757.
Après avoir signé sur une courte période un accord de franchise avec Iberia en 1998, la compagnie est désormais détenue par Globalia Corporación Empresarial S.A.
A la fin des années 1990, la compagnie introduit le Boeing 737-800 avec une nouvelle livrée.

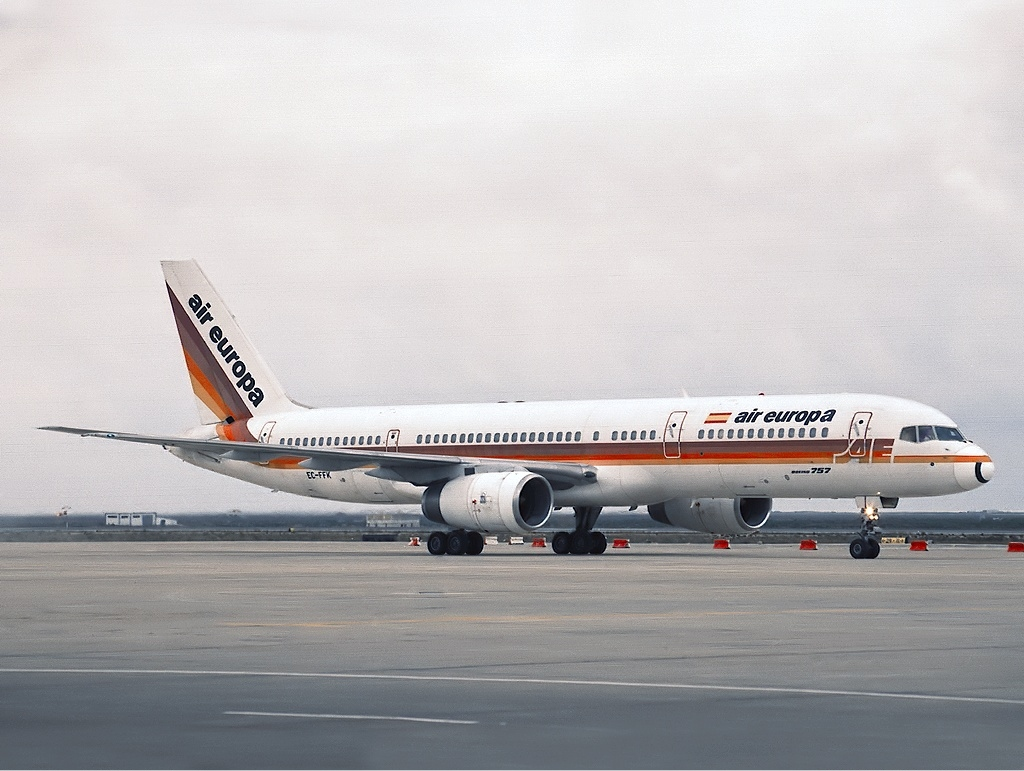
En 1994

En 2005, la société fait partie des quatre compagnies qui vont rejoindre l'alliance SkyTeam. Depuis le 1er septembre 2007
Air Europa est membre associé de l'alliance Skyteam. Le 22 juin 2010, l'alliance ayant supprimé le statut de membre associé, Air Europa en devient donc membre à part entière.
Air Dominicana, la compagnie nationale de République Dominicaine, dont Air Europa est la maison mère, fait faillite le 21 septembre 2009.
Le 13 avril 2012, le dernier Boeing 767 est sorti de la flotte.
Une nouvelle livrée est dévoilée en 2015 sur un Embraer 195. Celle-ci se veut être plus claire et visible.
La compagnie commande la nouvelle version du Boeing 737, le 737 MAX en 2016. La commande est estimée à 2.2 milliards de dollars. Air Europa vise une flotte tout-Boeing à terme, prévoyant de retirer ses Embraer à partir de 2021 et ses Airbus A330 qui seront remplacés par des Boeing 787-8 et Boeing 787-9.

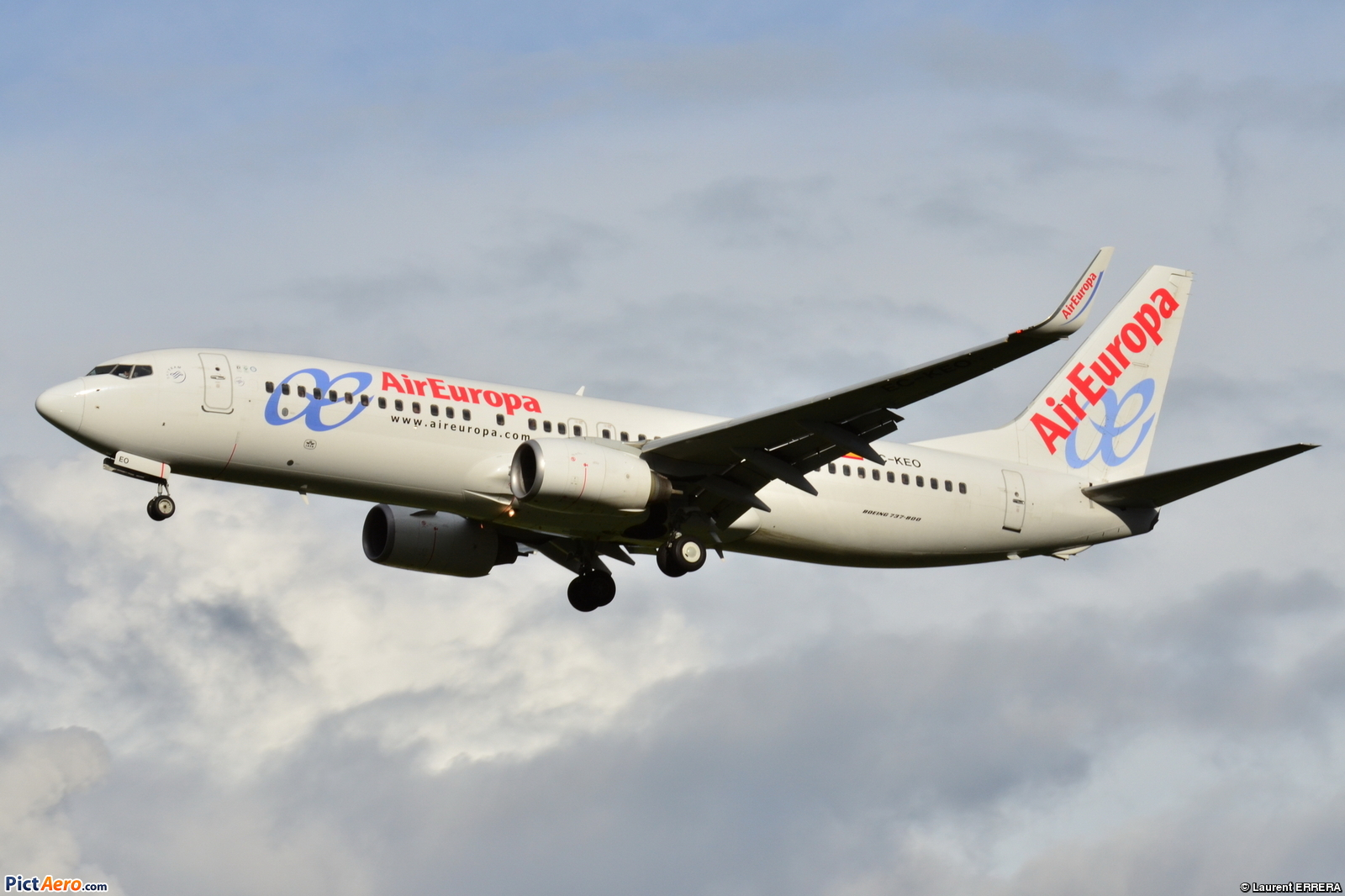
boeing 737-800 air europa

Le 22 mai 2019, l'agence nationale de l'aviation civile brésilienne autorise la compagnie à effectuer des vols intérieurs au Brésil. C'est la première fois qu'une compagnie étrangère est autorisée à effectuer ce genre de liaisons depuis la modification des lois brésiliennes permettant la détention totale de compagnies nationales par des actionnaires étrangers.

En octobre 2019, IAG annonce avoir conclu un accord avec Globalia pour le rachat de sa compagnie en raison de ses nombreuses destinations en Amérique du Sud, en raison du départ de LATAM de l'alliance OneWorld, qui desservait principalement cette région du monde.

Ancien logo d'Air Europa

IAG compte intégrer Air Europa dans le giron de Iberia qui est implanté aussi en Espagne. L'adhésion à l'Alliance OneWorld devrait peut-être suivre, quand la compagnie entrera dans le capital de IAG en novembre 2019.
IAG annonce, en août 2022, la conversion en actions de 20% d'un prêt de 100 millions d'euros à Globalia. Le 23 février 2023, IAG annonce son intention d'acquérir l'intégralité des 80 % du capital restant pour 400 millions d'euros.

Carte des destinations d'Air Europa

## Partenariats
Partage de codes
Air Europa possède des accords de partage de codes avec les compagnies aériennes suivantes,:
| - Aeroflot - KLM - Garuda Indonesia | - Aerolineas Argentinas - Binter Canarias - Saudia | - AeroMexico - CSA Czech Airlines - Sky Airline | - Air France - Delta - Tarom | - Air Serbia - Etihad Airways - Vietnam Airlines | - ITA Airways - Renfe (trains espagnols) - Deutsche Bahn (train allemand) |

## Flotte
En mai 2025, les appareils suivants sont en service au sein de la flotte d'Air Europa:
| Appareils        | En service | Commandes | Passagers     | Passagers  | Passagers | Notes                                            |
| ---------------- | ---------- | --------- | ------------- | ---------- | --------- | ------------------------------------------------ |
| Appareils        | En service | Commandes | Club Business | Economique | Total     | Notes                                            |
| Boeing 737-800   | 26         |           | 12            | 168        | 180       |                                                  |
| Boeing 737 MAX 8 | 1          | 21        | 12            | 168        | 180       | Doivent remplacer les Boeing 737-800             |
| Boeing 787-8     | 10         | –         | 22            | 274        | 296       | Remplacent les Airbus A330-200                   |
| Boeing 787-9     | 16         | 2         | 30            | 303        | 333       | Première livraison intervenue le 17 février 2018 |
| Total            | 53         | 23        |               |            |           |                                                  |

Pour renouveler sa flotte, Air Europa a beaucoup investi en s'équipant de treize Airbus A330-200 en crédit-bail en attendant la livraison de ses Boeing 787-8. Ceci lui a permis de restructurer sa flotte sur le même type d'appareil et donc de supprimer l'Airbus A340 qu'elle utilisait auparavant. Tous les Airbus de la compagnie sont équipés de systèmes de divertissement en vol et des nouvelles cabines pour A330 du constructeur européen.

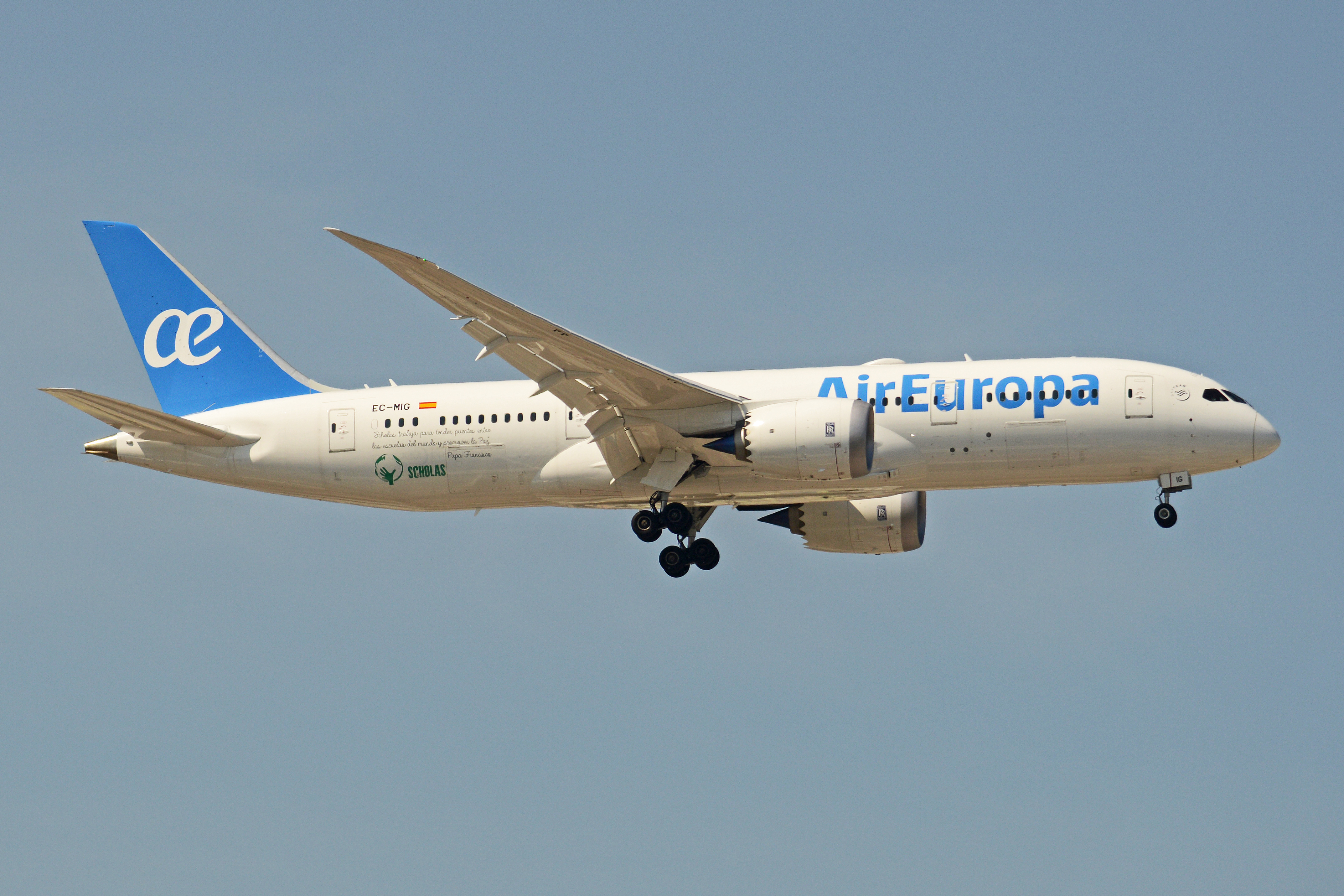
B787-8

### Flotte historique
Depuis sa création en 1986, Air Europa a utilisé les appareils suivants:
| Appareil                        | Introduction | retiré    | Nombre d'appareils |                 |      |  |    |
| ------------------------------- | ------------ | --------- | ------------------ | --------------- | ---- |  | -- |
| Appareil                        | Introduction | retiré    | Nombre d'appareils | Airbus A330-200 | 2006 |  | 13 |
| Airbus A330-300                 | 2013         | –         | 4                  |                 |      |  |    |
| Airbus A340-200                 | 2005         | 2006      | 1                  |                 |      |  |    |
| Boeing 737-300                  | 1986         | 2003      | 31                 |                 |      |  |    |
| Boeing 737-400                  | 1994         | 2005      | 11                 |                 |      |  |    |
| Boeing 737-600                  | 2003         | 2004      | 3                  |                 |      |  |    |
| Boeing 737-800                  | 1999         | –         | 38                 |                 |      |  |    |
| Boeing 757-200                  | 1989         | 1998      | 16                 |                 |      |  |    |
| Boeing 767-200/Boeing 767-200ER | 1996         | 2001      | 2                  |                 |      |  |    |
| Boeing 767-300ER                | 2000 2009    | 2008 2012 | 5                  |                 |      |  |    |
| Boeing 787-8                    | 2016         |           | 1                  |                 |      |  |    |
| Boeing 787-9                    | 2018         |           | 1                  |                 |      |  |    |
| Embraer 195LR                   | 2008         | 2023      | 11                 |                 |      |  |    |
| McDonnell Douglas MD-83         | 1995         | 1997      | 1                  |                 |      |  |    |
| Total                           |              |           | 131                |                 |      |  |    |

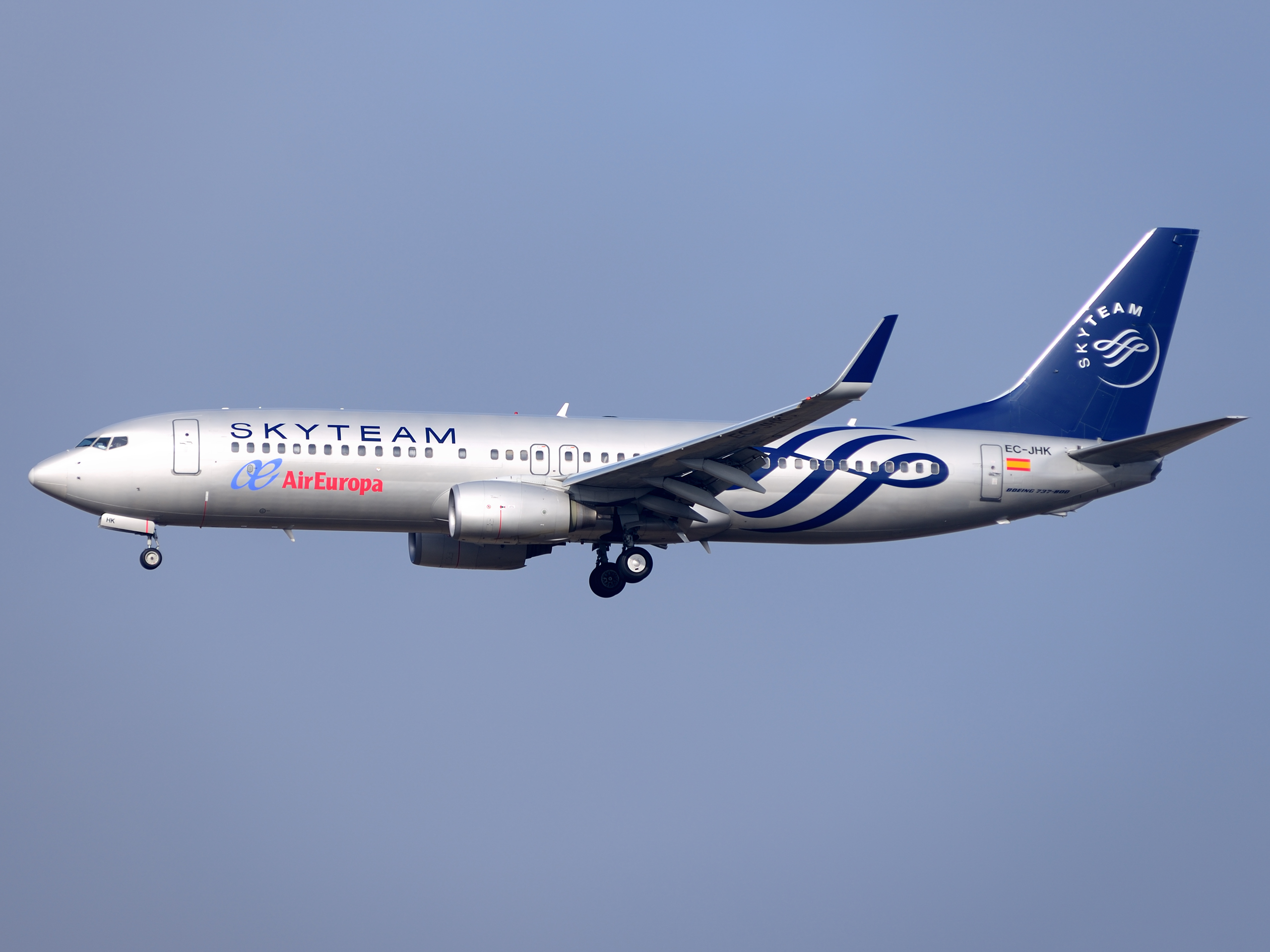
Livrée SkyTeam
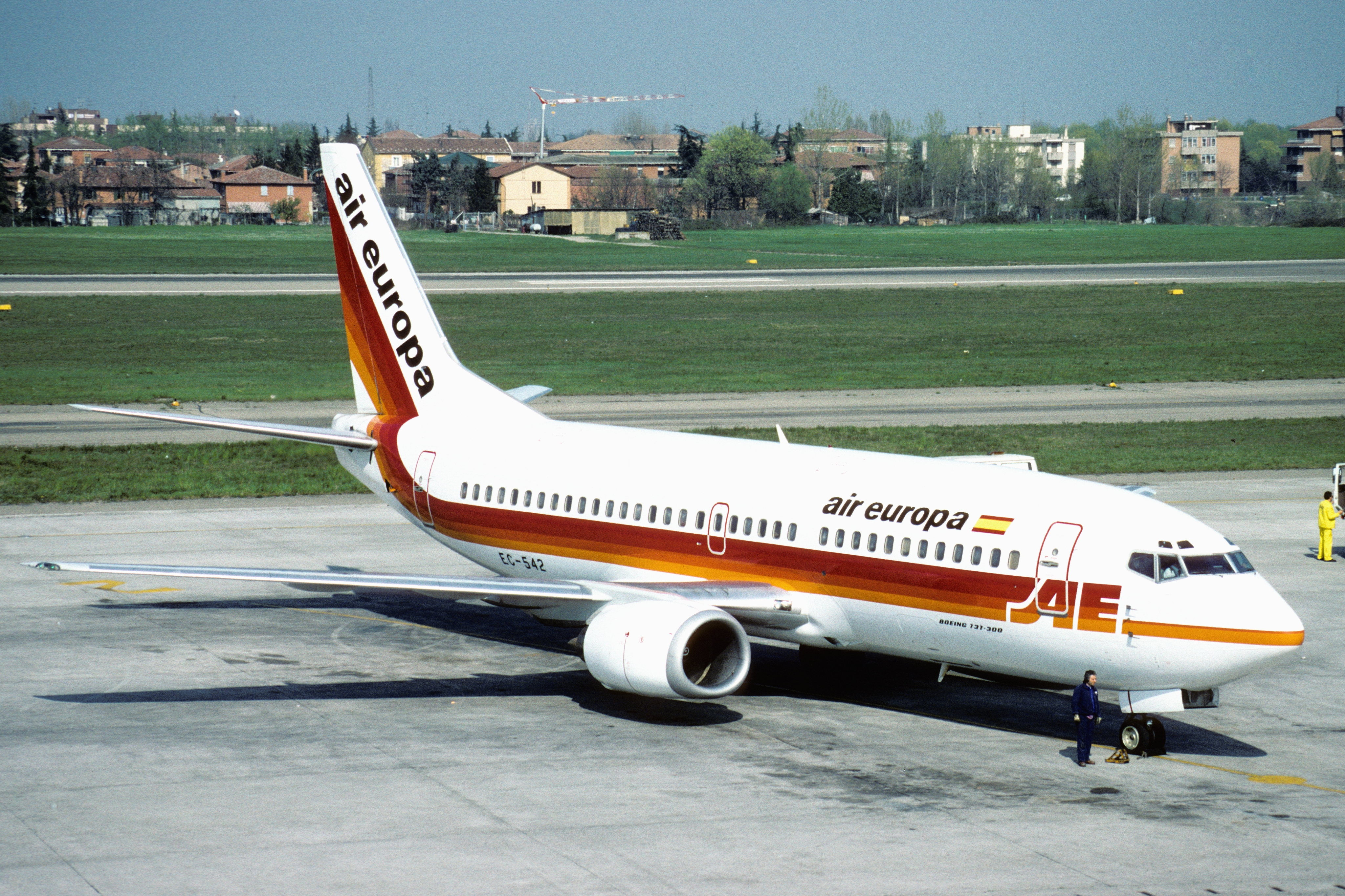
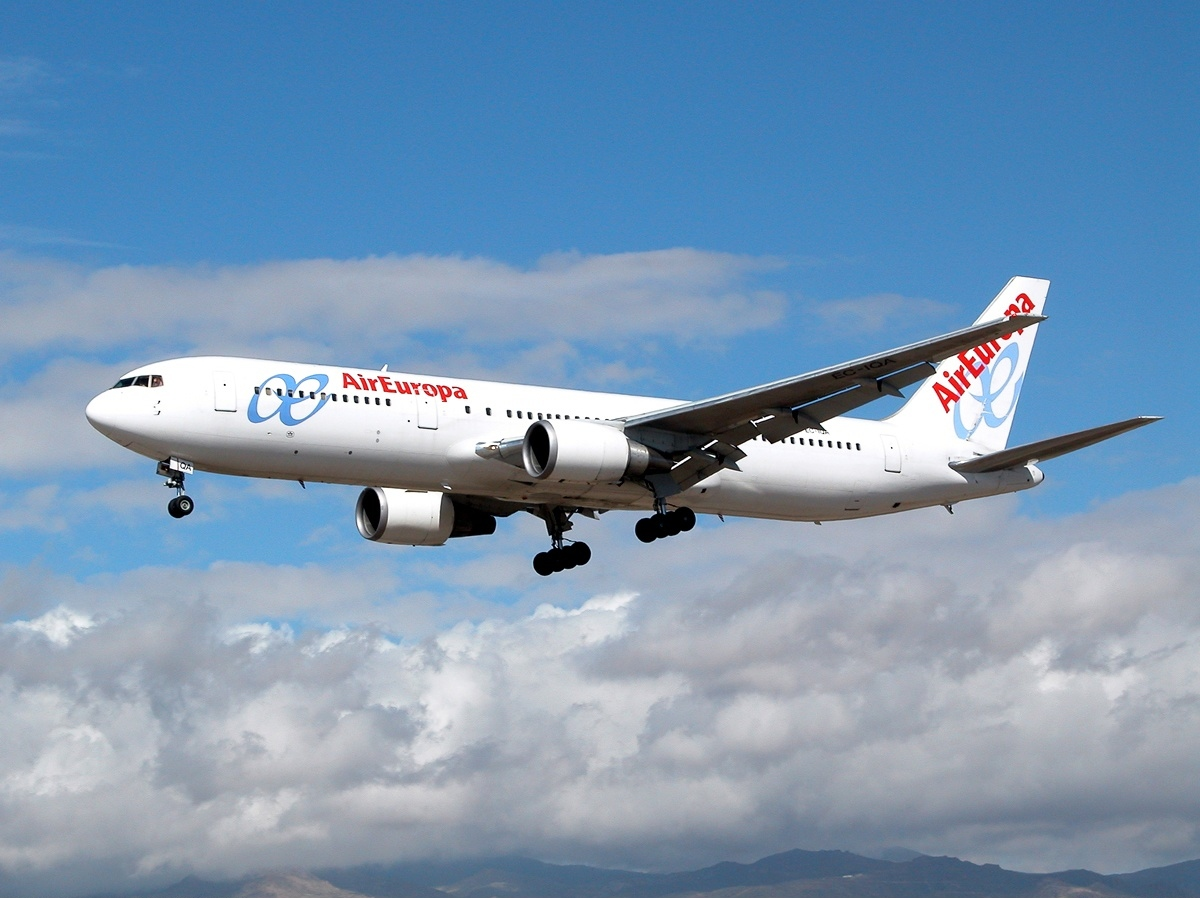
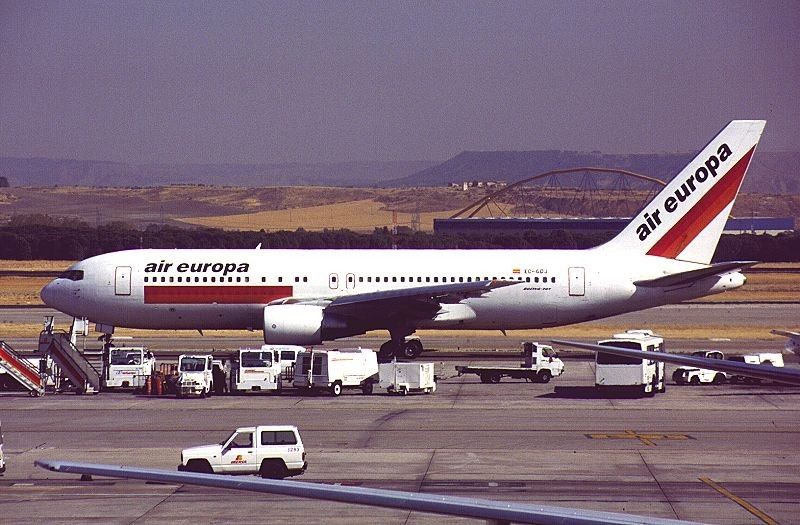
Boeing 767
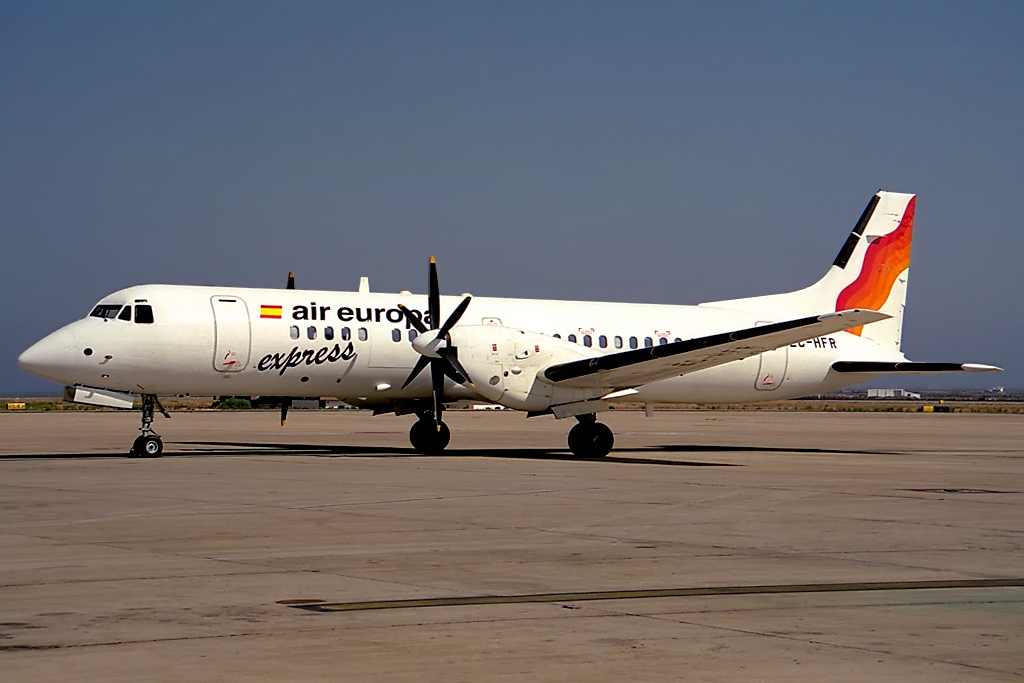
British Aerospace ATP

## Incidents et accidents
- 30 décembre 2011 : Un avion de la compagnie espagnole AirEuropa (Baléares) transportant 162 personnes est sorti de la piste à l'atterrissage à l'aéroport Roissy-Charles-de-Gaulle; cet accident n'a fait aucun blessé[10].
- 1er juillet 2024 : Un boeing de la compagnie Air Europa a été contraint d’atterrir en urgence lundi 1er juillet à Natal, au Brésil, après de fortes turbulences qui ont fait une quarantaine de blessés, selon les services de santé locaux. L’appareil, un 787-9 Dreamliner qui transportait 325 passagers, était parti dimanche 30 juin 2024 de Madrid à destination de Montevideo (Uruguay).